# Aidan Dodson
Aidan Mark Dodson (nació en Londres, en 1962) es un egiptólogo británico. 
Dodson trabaja en el departamento de Arqueología y Antropología de la Universidad de Bristol. Las investigaciones de Dodson se centran principalmente en: la historia dinástica del Antiguo Egipto y las prácticas funerarias, la historia de la egiptología, y las tumbas reales europeas. Es miembro de varias organizaciones de egiptología y, desde 2011, es presidente de la Egypt Exploration Society. Dodson es también coeditor de la revista de divulgación científica KMT. Es autor de numerosos libros sobre egiptología.

## Publicaciones
- Egyptian Rock-cut Tombs. Shire, Princes Risborough, 1991, ISBN 0-7478-0128-2.
- The Canopic Equipment of the Kings of Egypt. Kegan Paul International, London, 1994, ISBN 0-7103-0460-9.
- Monarchs of the Nile. Rubicon Press, London, 1995, ISBN 0-948695-20-X.
- Con Salima Ikram: Royal Mummies in the Egyptian Museum. American University in Cairo Press, Cairo, 1997, ISBN 977-424-431-1.
- Con Salima Ikram: The Mummy in Ancient Egypt. Equipping the Dead for Eternity. Thames and Hudson, London, 1998, ISBN 0-500-05088-0.
- After the Pyramids. The Valley of the Kings and Beyond. Rubicon Press, London, 2000, ISBN 0-948695-52-8.
- The Hieroglyphs of Ancient Egypt. New Holland, London, 2001, ISBN 1-85974-918-6
- The Pyramids of Ancient Egypt New Holland, London, 2003, ISBN 1-8433-0495-3.
- Con Dyan Hilton: The Complete Royal Families of Ancient Egypt. Thames & Hudson, London, 2004, ISBN 0-500-05128-3.
- The Royal Tombs of Great Britain. An Illustrated History. Duckworth, London, 2004, ISBN 0-7156-3310-4.
- Con Salima Ikram: The Tomb in Ancient Egypt. Royal and Private Sepulchres from the Early Dynastic Period to the Romans. Thames & Hudson, London, 2008, ISBN 978-0-500-05139-9.
- Amarna Sunset. Nefertiti, Tutankhamun, Ay, Horemheb, and the Egyptian Counter-Reformation. American University in Cairo Press, Cairo, 2009, ISBN 978-977-416-304-3.
- Poisoned Legacy. The Decline and Fall of the Nineteenth Egyptian Dynasty. American University in Cairo Press, Cairo, 2010, ISBN 978-977-416-395-1.
- Con Bill Manley: Life Everlasting. National Museums Scotland Collection of Ancient Egyptian Coffins National Museums Scotland, Edinburgh, 2010, ISBN 978-1-905267-17-0.
- Afterglow of Empire. Egypt from the fall of the New Kingdom to the Saite Renaissance. American University in Cairo Press, Cairo, 2012, ISBN 978-977-416-531-3.